# Organització territorial de l'Uruguai
L'Uruguai és una república unitària, amb un govern central a la seva capital, Montevideo, i dividida en 19 departaments (departamentos), cadascun dels quals té un intendent municipal que governa per un període de 5 anys, des de la seva elecció en un sufragi universal directe. Els edils de l'Assemblea Departamental (Junta Departamental) representen la cambra legislativa.
La superfície terrestre del país és de 175.016 km², a més de 1.199 km² de llacs naturals i artificials del riu Negro, 105 km² de diverses illes al riu Uruguai, 16.799 km² d'aigües jurisdiccionals (riu Uruguai, riu de la Plata i llacuna Merín), i la sobirania sobre les aigües marítimes del Riu de la Plata i l'oceà Atlàntic que donen, com a resultat, 318.413 km² de superfície total.
Els primers departaments van ser fundats el 1816 i l'últim va tenir lloc el 1885, amb la divisió del departament de San José en dues parts que van donar origen als actuals departaments de San José i Flores.

## Cronologia
- 1828: Uruguai s'independitza amb els següents nou departaments: Canelones, Cerro Largo, Colonia, Durazno, Maldonado, Montevideo, Paysandú, San José i Soriano.
- 1837: Es crea el departament de Minas, a partir dels departaments de Cerro Largo i Maldonado. També es constitueixen els departaments de Salto i Tacuarembó, a partir de Paysandú.
- 1856: Es crea el departament de Florida, a partir del departament de San José.
- 1880: Es creen els departaments de Río Negro i Rocha, a partir dels departaments de Paysandú i Maldonado, respectivament.
- 1884: Es creen els departaments de Treinta y Tres, Artigas i Rivera, a partir de Maldonado, Salto i Tacuarembó, respectivament.
- 1885: Es crea el departament de Flores, a partir del de San José.
- 1927: El llavors departament de Minas cànvia el seu nom pel de Lavalleja, en homenatge al cabdill i líder independentista Juan Antonio Lavalleja, cap dels trenta-tres orientals que van lluitar contra els brasilers i els portuguesos abans de la independència de l'Uruguai el 1825.

## Divisió política

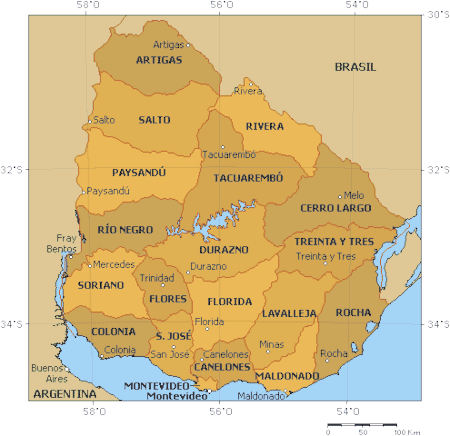
Subdivisió administrativa de l'Uruguai.

| Departament    | Capital                |
| -------------- | ---------------------- |
| Artigas        | Artigas                |
| Canelones      | Canelones              |
| Cerro Largo    | Melo                   |
| Colonia        | Colonia del Sacramento |
| Durazno        | Durazno                |
| Flores         | Trinidad               |
| Florida        | Florida                |
| Lavalleja      | Minas                  |
| Maldonado      | Maldonado              |
| Montevideo     | Montevideo             |
| Paysandú       | Paysandú               |
| Río Negro      | Fray Bentos            |
| Rivera         | Rivera                 |
| Rocha          | Rocha                  |
| Salto          | Salto                  |
| San José       | San José de Mayo       |
| Soriano        | Mercedes               |
| Tacuarembó     | Tacuarembó             |
| Treinta y Tres | Treinta y Tres         |